# 563716 Szinyeimersepál
563716 Szinyeimersepál è un asteroide della fascia principale. Scoperto nel 2013, presenta un'orbita caratterizzata da un semiasse maggiore pari a 3,2129601 au e da un'eccentricità di 0,0656942, inclinata di 10,89274° rispetto all'eclittica.